# Partit Socialista dels Treballadors (Grècia)
Partit Socialista dels Treballadors (grec Σοσιαλιστικό Εργατικό Κόμμα, SEK) és un partit polític socialista grec afiliat al Corrent Socialisme Internacional (IST) juntament amb el Socialist Workers Party britànic. Els seus principals dirigents són Panos Garganas i Maria Styllou.
Fou creat el 1967 a Londres, després del cop d'estat que originà la dictadura dels coronels, per exiliats grecs com Maria Styllou i Panos Garganas. Va rebre influències maoistes i s'organitzà com a Organització per la Revolució Socialista (OSE). Però mentre que el grup de Londres va mantenir lligams amb la IST mercè les bones relacions amb Tony Cliff, quan tornaren a Grècia abandonaren el grup.
A començaments dels anys 1980. l'OSE es va unir a la IST i el 1997 adoptà el nom de Partit Socialista dels Treballadors. El 2001 un grup minoritari s'escindí i fundà l'Esquerra Internacionalista dels Treballadors (DEA). També publica el diari Solidaritat dels Treballadors (Εργατική Αλληλεγγύη), i el bimensual, Socialisme des de Baix (Σοσιαλισμός από τα Κάτω). A les eleccions locals de 2006 a la Superprefectura d'Atenes-Pireu va donar suport la candidatura "Symmaxia gia tin Ypernomarxia" (Unió per la Super Prefectura) que va obtenir l'1,32% dels vots.

## Resultats electorals
| 1996 |                                | Parlament         | proposà votar al PASOK                | proposà votar al PASOK                | proposà votar al PASOK                |
| 1999 | Cap                            | Parlament europeu | 8,049                                 | 0.13                                  | -                                     |
| 2000 |                                | Parlament         | proposà votar Sinaspismós, KKE, DIKKI | proposà votar Sinaspismós, KKE, DIKKI | proposà votar Sinaspismós, KKE, DIKKI |
| 2004 | Coalició Anticapitalista       | Parlament         | 8,313                                 | 0.10                                  | -                                     |
| 2004 | Coalició Anticapitalista       | Parlament europeu | 11,938                                | 0.19                                  | 0                                     |
| 2007 | Esquerra Unida Anticapitalista | Parlament         | 10,595                                | 0.15                                  | 0                                     |